# يانغ لي (لاعب كرة قدم)
يانغ لي (بالصينية: 杨磊) (9 يناير 1993 بليجيانج في الصين - ) هو لاعب كرة قدم صيني في مركز الوسط. لعب مع نادي غويزهو رينهي وشانشي لاوتشنغن ‏ وYunnan Flying Tigers F.C. ‏ وJiangxi Dingnan United F.C. ‏.

## وصلات خارجية
- يانغ لي على موقع قاعدة بيانات كرة القدم.إي يو (الإنجليزية)
- يانغ لي على موقع Soccerway.com (الإنجليزية)
- يانغ لي على موقع اللجنة الأولمبية الصينية (الإنجليزية)